# Fistful of Metal
Fistful of Metal debitantski je studijski album američkog thrash metal sastava Anthrax. Album je objavljen u veljaču 1984. godine, a objavila ga je diskografska kuća Megaforce Records. Jedini je album s pjevačem Neilom Turbinom.

## Popis pjesama
| 1.    | »Deathrider«                          | 3:10 |
| 2.    | »Metal Thrashing Mad«                 | 2:43 |
| 3.    | »I'm Eighteen« (obrada Alice Coopera) | 4:02 |
| 4.    | »Panic«                               | 4:02 |
| 5.    | »Subjugator«                          | 4:42 |
| 6.    | »Soldiers of Metal«                   | 2:59 |
| 7.    | »Death from Above«                    | 5:10 |
| 8.    | »Anthrax«                             | 3:28 |
| 9.    | »Across the River«                    | 1:27 |
| 10.   | »Howling Furies«                      | 3:53 |
| 35:36 |                                       |      |

## Zasluge
Anthrax
- Neil Turbin - vokali
- Dan Spitz - glavna gitara, ritam gitara (na pjesmi "I'm Eighteen")
- Scott Ian - ritam gitara
- Dan Lilker - bas-gitara
- Charlie Benante - bubnjevi

Ostalo osoblje
- Chris Bubacz - inženjer zvuka
- Alex Perialas - pomoćni inženjer zvuka
- Jack Skinner - mastering
- Kent Josphe - naslovnica albuma, logotip sastava
- Carl Canedy - produkcija
- Jon Zazula - izvršna produkcija